# Royal Charleroi
Royal Charleroi Sporting Club – belgijski klub piłkarski, grający w Eerste Klasse, mający siedzibę w mieście Charleroi. Klub rozgrywa swoje mecze na stadionie Stade du Pays de Charleroi, który może pomieścić 22 tysiące widzów.
Miasto Charleroi leży w regionie francuskojęzycznym, dlatego też klub wielokrotnie zatrudniał francuskich piłkarzy. Od sezonu 1985/1986 Charleroi grał nieprzerwanie w pierwszej lidze (Jupiler League). W sezonie 2010/2011 odnotował spadek do niższej klasy rozgrywkowej.
Jest też najbardziej znanym klubem w mieście. Drugi to Olympic Charleroi-Marchienne grający w trzeciej lidze.

## Historia
Charleroi Sporting Club został założony 1 stycznia 1904 roku. Na oficjalne zarejestrowanie musiał czekać 3 lata i odbyło się to 24 listopada 1907 roku. 20 lat później zespół awansował do drugiej ligi, a w 1929 do nazwy zespołu dodano przedrostek Royal. W 1947 klub po raz pierwszy awansował do pierwszej ligi.
W 1949 klub ukończył sezon na 4. miejscu (2 punkty straty do Standardu Liège), natomiast rywal z miasta, Olympic Charleroi, zajął 14. miejsce. W 1955 roku Olympic spadł z ligi i zespół Royal Charleroi był jedynym z miasta Charleroi w ekstraklasie. W 1957 jednak zespół Olympic Charleroi powrócił do ekstraklasy, a Royal Charleroi w tym samym sezonie opuścił szeregi najwyższej ligi w kraju. Przez 9 sezonu klub grał na drugim froncie, aż do 1966 roku. W 1969 Royal Charleroi wywalczył wicemistrzostwo Belgii, 5 punktów za Standardem Liège, a w 1971 roku znów opuścił szeregi pierwszej ligi.
W 1974 roku postanowiono zreorganizować liczbę drużyn w pierwszej lidze i powiększono ją z 16 do 20 zespołów. Klub z Charleroi został wybrany jako jeden z nowych beniaminków (podobnie jak zespół Olympic). W 1980 Royal Charleroi przeżył kolejną degradację, a po 5 latach w końcu powrócił do ekstraklasy, w której gra nieprzerwanie od tamtej pory. Od tego czasu najlepszym wynikiem w lidze było 4. miejsce w 1994 roku.

## Sukcesy
- Wicemistrzostwo Belgii: 1969
- Mistrzostwo 2. ligi: 1947
- Wicemistrzostwo 2. ligi: 1966
- Finał Pucharu Belgii: 1978, 1993.

## Europejskie puchary
Legenda do wszystkich tabel:
- Q – runda eliminacyjna, 1/16, 1/8, 1/4, 1/2 – odpowiednia faza rozgrywek, Grupa – runda grupowa, 1r gr – pierwsza runda grupowa, 2r gr – druga runda grupowa, F – finał, R – runda, PO – play-off
- k. – rzuty karne, los. – losowanie, Dogr. – dogrywka, w. – zasada bramek strzelonych na wyjeździe

| Sezon   | Rozgrywki              | Runda    | Przeciwnik        | Dom            | Wyjazd         | Ogólnie        |
| ------- | ---------------------- | -------- | ----------------- | -------------- | -------------- | -------------- |
| 1969/70 | Puchar Miast Targowych | 1R       | NK Zagreb         | 2–1            | 3–1            | 5–2            |
| 1969/70 | Puchar Miast Targowych | 2R       | FC Rouen          | 3–1            | 0–2            | 3–3, w.        |
| 1994/95 | Puchar UEFA            | 1R       | Rapid Bukareszt   | 2–1            | 0–2            | 2–3            |
| 1995    | Puchar Intertoto       | Grupa 10 | Beitar Jerozolima |                | 1–0            | 3. miejsce     |
| 1995    | Puchar Intertoto       | Grupa 10 | Bursaspor         | 0–2            |                | 3. miejsce     |
| 1995    | Puchar Intertoto       | Grupa 10 | FC Košice         |                | 2–3            | 3. miejsce     |
| 1995    | Puchar Intertoto       | Grupa 10 | Wimbledon         | 3–0            |                | 3. miejsce     |
| 1996    | Puchar Intertoto       | Grupa 4  | Silkeborg IF      | 2–4            |                | 3. miejsce     |
| 1996    | Puchar Intertoto       | Grupa 4  | Conwy United      |                | 0–0            | 3. miejsce     |
| 1996    | Puchar Intertoto       | Grupa 4  | Zagłębie Lubin    | 0–0            |                | 3. miejsce     |
| 1996    | Puchar Intertoto       | Grupa 4  | SV Ried           |                | 3–1            | 3. miejsce     |
| 2005    | Puchar Intertoto       | 2R       | Tampere United    | 0–0            | 0–1            | 0–1            |
| 2015/16 | Liga Europy            | 2Q       | Beitar Jerozolima | 5–1            | 4–1            | 9–2            |
| 2015/16 | Liga Europy            | 3Q       | Zoria Ługańsk     | 0–2            | 0–3            | 0–5            |
| 2020/21 | Liga Europy            | 3Q       | FK Partizan       | 2–1 (D), Dogr. | 2–1 (D), Dogr. | 2–1 (D), Dogr. |
| 2020/21 | Liga Europy            | PO       | Lech Poznań       | 1–2 (D)        | 1–2 (D)        | 1–2 (D)        |
| 2025/26 | Liga Konferencji       | 2Q       | Hammarby IF       | 1–2            | 0–0            | 1–2, Dogr.     |

## Skład na sezon 2020/2021
| Nr | Poz. | Piłkarz           |
| -- | ---- | ----------------- |
| 1  | BR   | Nicolas Penneteau |
| 2  | OB   | Ivan Goranov      |
| 4  | OB   | Maxime Busi       |
| 5  | OB   | Modou Diagne      |
| 6  | OB   | Ǵoko Zajkow       |
| 7  | PO   | David Henen       |
| 8  | PO   | Ali Gholizadeh    |
| 10 | NA   | Kaweh Rezaei      |
| 12 | PO   | Joris Kayembe     |
| 13 | PO   | Christophe Diandy |
| 14 | BR   | Joachim Imbrechts |
| 15 | NA   | Anthony Descotte  |
| 16 | NA   | Shamar Nicholson  |
| 17 | OB   | Stergos Marinos   |

| Nr | Poz. | Piłkarz             |
| -- | ---- | ------------------- |
| 19 | PO   | Lucas Ribeiro Costa |
| 20 | PO   | Jean Thierry Lazare |
| 22 | PO   | Gaëtan Hendrickx    |
| 23 | OB   | Steeven Willems     |
| 24 | OB   | Dorian Dessoleil    |
| 26 | PO   | Marco Ilaimaharitra |
| 27 | PO   | Mamadou Fall        |
| 28 | PO   | Ken Nkuba           |
| 30 | OB   | Guillaume Gillet    |
| 34 | PO   | Amine Benchaib      |
| 40 | BR   | Rémy Descamps       |
| 44 | PO   | Ryōta Morioka       |
| 77 | PO   | Massimo Bruno       |